# ویکتور گروتوویچ
ویکتور گروتوویچ (لهستانی: Wiktor Grotowicz؛ ‏ ۲۳ اکتبر ۱۹۱۹ – ۱۹ دسامبر ۱۹۸۵) بازیگر اهل لهستان بود.
از فیلم‌ها یا برنامه‌های تلویزیونی که وی در آن نقش داشته‌است، می‌توان به روز هشتم هفته، فرعون، سرهنگ وودیوفسکی، یک فاجعه، تب و عروسی اشاره کرد.